# Cantó de Vigny
El cantó de Vigny és un antic cantó francès del departament de Val-d'Oise, que estava situat al districte de Pontoise. Comptava amb 18 municipis i el cap era Vigny.
Va desaparèixer al 2015 i el seu territori es va dividir entre el cantó de Vauréal i el cantó de Pontoise.

## Municipis
- Ableiges
- Avernes
- Cléry-en-Vexin
- Commeny
- Condécourt
- Courcelles-sur-Viosne
- Frémainville
- Gadancourt
- Gouzangrez
- Guiry-en-Vexin
- Le Perchay
- Longuesse
- Montgeroult
- Sagy
- Seraincourt
- Théméricourt
- Us
- Vigny

## Història
| Data d'elecció                           | Identitat                 | Partit             | Qualitat |
| ---------------------------------------- | ------------------------- | ------------------ | -------- |
| 1967-2001                                | Yves Le Coat de Kervéguen | RI, després UDF-PR |          |
| 2001-                                    | Guy Paris                 | Divers droite      |          |
| les dades anteriors no són pas conegudes |                           |                    |          |
|                                          |                           |                    |          |

## Demografia
| A partir de 1990: Població sense dobles comptes |